# Грінгорн (Каліфорнія)
Грінгорн (англ. Greenhorn) — переписна місцевість (CDP) в США, в окрузі Плумас штату Каліфорнія. Населення — 247 осіб (2020).

## Географія
Грінгорн розташований за координатами 39°54′11″ пн. ш. 120°45′32″ зх. д. / 39.90306° пн. ш. 120.75889° зх. д. (39.902968, -120.758983).  За даними Бюро перепису населення США в 2010 році переписна місцевість мала площу 17,38 км², уся площа — суходіл.

## Демографія
Згідно з переписом 2010 року, у переписній місцевості мешкало 236 осіб у 106 домогосподарствах у складі 64 родин. Густота населення становила 14 особи/км².  Було 140 помешкань (8/км²).
Расовий склад населення:
| - 90,3 % — білих - 3,0 % — корінних американців - 0,8 % — азіатів - 0,4 % — чорних або афроамериканців - 2,5 % — осіб інших рас |

До двох чи більше рас належало 3,0 %. Частка іспаномовних становила 9,3 % від усіх жителів.
За віковим діапазоном населення розподілялося таким чином: 18,2 % — особи молодші 18 років, 63,6 % — особи у віці 18—64 років, 18,2 % — особи у віці 65 років та старші. Медіана віку мешканця становила 46,9 року. На 100 осіб жіночої статі у переписній місцевості припадало 96,7 чоловіків;  на 100 жінок у віці від 18 років та старших — 103,2 чоловіків також старших 18 років.
За межею бідності перебувало 12,2 % осіб, у тому числі 0,0 % дітей у віці до 18 років та 0,0 % осіб у віці 65 років та старших.
Цивільне працевлаштоване населення становило 93 особи. Основні галузі зайнятості: мистецтво, розваги та відпочинок — 30,1 %, освіта, охорона здоров'я та соціальна допомога — 26,9 %, роздрібна торгівля — 16,1 %, транспорт — 11,8 %.